# ريتشارد وين
ريتشارد وين (بالإنجليزية: Richard Winn) هو جرّاح أعصاب أمريكي وأستاذ في العلوم العصبية في مدرسة طب ماونت سيناي. كان الدكتور وين رئيسًا لجراحة الأعصاب في مدرسة الطب بجامعة واشنطن من 1983-2002. وقد قدم وين مساهمات عديدة في مجال جراحة المخ والأعصاب، وتحديدا لعلم وظائف الأعضاء من تنظيم تدفق الدم الدماغي والدراسات السريرية للتاريخ الطبيعي لتمدد الأوعية الدموية الدماغية.

## عمله

### فترة تدريبه
تدرب ريتشارد وين في جراحة الأعصاب في جامعة فرجينيا في شارلوتسفيل تحت إشراف جون جين. خلال فترة إقامته قضى سنة في انكلترا في مستشفى أتكينسون مورلي، وأتيحت له الفرصة لبدء البحوث السريرية على التاريخ الطبيعي لتمدد الأوعية الدموية الدماغية مع ألان ريتشاردسون ومتابعة دراسات النتائج على المدى الطويل التي بدأها السير ويلي ماكيسوك. بعد الخدمة في القوات البرية للولايات المتحدة في ألمانيا، عاد الدكتور وين إلى شارلوتسفيل حيث تابع تدريب العلوم الأساسية في علم وظائف الأعضاء القلبية الوعائية والدماغية تحت إشراف روبرت م. برن، أستاذ علم وظائف الأعضاء، وبدأ دراسته حول دور الأدينوزين في الدماغ وتنظيم تدفق الدم. وقد تم تمويله باستمرار من قبل المعاهد الوطنية للصحة منذ عام 1974 لهذا الجهد المستمر.

### عمله
شغل الدكتور وين منصب عضو هيئة التدريس في قسم جراحة الأعصاب وعلم وظائف الأعضاء في جامعة فرجينيا، ثم عُين نائب رئيس الجراحة العصبية حتى عام 1983 عندما انتقل إلى جامعة واشنطن كأستاذ ورئيس قسم جراحة الأعصاب. في يوليو 2002، استقال وين من منصبه كرئيس لقسم جراحة المخ والأعصاب في جامعة واشنطن بعد اتهامه. وحكم على الدكتور وين في تشرين الأول / أكتوبر 2002 ووضع تحت المراقبة. اعترف وين بذنبه لعرقلة الآخرين في الجامعة بحجب المعلومات من المحققين. حكم عليه بغرامة تقدر بـ 500،000 دولار. في عام 2003، بعد أن أمضى عدة أشهر كأستاذ زائر في قسم الجراحة (جراحة المخ والأعصاب) في مستشفى تريبهوفان الجامعي التعليمي في كاتماندو، نيبال، انتقل إلى مدرسة طب ماونت سيناي حيث تم تعيينه كأستاذ مؤهل في أقسام جراحة المخ والأعصاب.

### الجوائز التي حصل عليها
حصل الدكتور وين على جائزة جاكوب جافيتس"Jacob Javits" للعلوم العصبية من المعاهد الوطنية للصحة. وتم اختياره كزميل في الجمعية الأمريكية للنهوض بالعلم (1992). كما حصل على جائزة واكيمان للأبحاث في العلوم العصبية (1990)، وجائزة السير ويلي مكيسوك للعلوم العصبية (1992) من كلية سانت جورج الطبية في لندن وجائزة مؤسسة العشب (1999) من جمعية جراحة الأعصاب. كما حصل على جائزة الخريج المتميز من مدرسة هارفورد (2000) وجائزة الخدمة المتميزة من جمعية جراحي الأعصاب (2005). ولا تزال تلك الجوائز مثيرة للجدل بعد ان تم اتهام الدكتور وين ببعض القضايا.